# Virginia Squires
Virginia Squires – amerykański klub koszykarski z siedzibą pierwotnie w Oakland, następnie w Waszyngtonie, działający w latach 1967–1976. Występujący w lidze ABA, a jego największy sukces to mistrzostwo ligi w 1969 roku, jeszcze jako Oakland Oaks.

## Historia
Zespół powstał w 1967 roku, w Oakland i przyjął nazwę Oaks, pod którą funkcjonował przez kolejne dwa lata. Właścicielem zespołu był piosenkarz pop - Pat Boone. Po dołączeniu do drużyny Rick Barry w 1968 roku, Oaks sięgnęli po mistrzostwo ligi ABA.
Z powodów finansowych, małej hali (2500) klub został przeniesiony do stolicy - Waszyngtonu. Przez jeden sezon występował tam pod nazwą Caps. Następnie w 1970 roku po raz kolejny zmieniono jego siedzibę, tym razem wybór padł na stan Wirginia, gdzie zespół przez 6 kolejnych lat występował w aż sześciu różnych halach, znajdujących się w kilku różnych miastach.

## Sukcesy
| Tytuł                                            | Liczba | Rok  |
| ------------------------------------------------ | ------ | ---- |
| Mistrz Dywizji Wschodniej ABA (sezon zasadniczy) | 1      | 1971 |
| Mistrz Dywizji Zachodniej ABA (sezon zasadniczy) | 1      | 1969 |
| Mistrz ABA                                       | 1      | 1969 |

## Włączeni do Basketball Hall of Fame
- Rick Barry[2]
- Julius Erving[3]
- George Gervin[4]
- Larry Brown (jako trener)[5]

## Zawodnicy włączeni do ABA All-Time Team
- Rick Barry[6]
- Julius Erving[6]
- George Gervin[6]
- Mack Calvin[6]
- Warren Jabali[6]
- Charlie Scott[6]
- Willie Wise[6]
- Doug Moe[6]

## Liderzy statystyczni ABA
- Rick Barry - lider strzelców ABA (1969 - 34 pkt)
- Charlie Scott - lider strzelców ABA (1972 - 34,6 pkt)
- Julius Erving - lider strzelców ABA (1973 - 31,9 pkt)
- Larry Brown - 2-krotny lider ABA w asystach (1969 - 7,06 as, 1970 - 7,07 as)
- Fatty Taylor - lider ABA w przechwytach (1973 - 2,69 prz)
- Rick Barry - lider ABA w skuteczności rzutów wolnych (1969 - 88,8%)

## Rekordy ABA
- Rick Barry - najwyższa średnia punktów (40,1), uzyskanych w pojedynczym sezonie rozgrywek play-off ABA (1970)
- Charlie Scott - najwyższa średnia punktów (34,6), uzyskanych w pojedynczym sezonie zasadniczym ABA (1972)
- Julius Erving - najwyższa średnia zbiórek (20,4), uzyskanych w pojedynczym sezonie rozgrywek play-off ABA (1972)
- Julius Erving - najwyższa średnia zbiórek (20,4), uzyskanych w pojedynczym sezonie rozgrywek play-off ABA przez debiutanta (1972)

## Wyniki sezon po sezonie
| Sezon            | Wyg. | Przeg. | Odsetek | Wyniki play-off                                                   |
| ---------------- | ---- | ------ | ------- | ----------------------------------------------------------------- |
| Oakland Oaks     |      |        |         |                                                                   |
| 1967-68          | 22   | 56     | .282    |                                                                   |
| 1968-69          | 60   | 18     | .769    | Oakland 4, Denver 3 Oakland 4, New Orleans 0 Oakland 4, Indiana 1 |
| Washington Caps  |      |        |         |                                                                   |
| 1969-70          | 44   | 40     | .524    | Denver 4, Washington 3                                            |
| Virginia Squires |      |        |         |                                                                   |
| 1970-71          | 55   | 29     | .655    | Virginia 4, New York 2 Kentucky 4, Virginia 2                     |
| 1971-72          | 45   | 39     | .536    | Virginia 4, The Floridians 0 New York 4, Virginia 3               |
| 1972-73          | 42   | 42     | .500    | Kentucky 4, Virginia 1                                            |
| 1973-74          | 28   | 56     | .333    | New York 4, Virginia 1                                            |
| 1974-75          | 15   | 69     | .179    |                                                                   |
| 1975–76          | 15   | 68     | .181    |                                                                   |

## Nagrody indywidualne
- MVP Finałów ABA
  - Warren Armstrong (1969)
- Debiutant roku
  - Warren Armstrong (1969)
  - Charlie Scott (1971)
- Trener roku
  - Alex Hannum (1969)
  - Al Bianchi (1971)
- I skład ABA
  - Rick Barry (1969-70)
  - Charlie Scott (1971)
  - Julius Erving (1973)
- II skład ABA
  - Doug Moe (1969)
  - Charlie Scott (1972)
  - Julius Erving (1972)
- I skład defensywny ABA
  - Fatty Taylor (1973-74)
- I skład debiutantów ABA
  - Warren Armstrong (1969)
  - Mike Barrett (1970)
  - Charlie Scott (1971)
  - Julius Erving (1972)
  - George Gervin (1973)
  - Luther Burden (1976)
- Uczestnicy meczu gwiazd
  - Rick Barry (1969-70)
  - Larry Brown (1969-70)
  - Charlie Scott (1971-72)
  - Julius Erving (1972-73)
  - Doug Moe (1969)
  - Warren Armstrong (1970)
  - George Carter (1971)
  - Neil Johnson (1971)
  - Jim Eakins (1974)
  - Dave Twardzik (1975)
- Zespół wszech czasów ABA
  - Warren Jabali
  - Julius Erving
  - Doug Moe
  - Rick Barry
  - Charlie Scott